# Feng Menglong
Feng Menglong (chinesisch 馮夢龍, Pinyin Féng Mènglóng; * 1574; † 1645) war ein chinesischer Dichter der späten Ming-Dynastie.

## Leben
Féng wurde in Changzhou geboren.
Er galt als Anhänger der Schule des Li Zhi (1527–1602), die die Bedeutung menschlicher Gefühle und menschlichen Verhaltens in der Literatur betonte. Ein Großteil seines literarischen Schaffens bestand in der Bearbeitung und Herausgabe von Jahrbüchern, Almanachen, Novellen und ähnlichem.

## Werk
Féngs Hauptwerk ist der in Umgangssprache (huaben) abgefasste, zwischen 1620 und 1627 veröffentlichte Zyklus Sanyan (Drei Gespräche). Er besteht aus den Novellensammlungen
- Yushi Mingyan (Klare Worte, um die Welt zu erhellen)
- Jingshi Tongyan (Durchgreifende Worte zur Aufmunterung der Welt) und
- Xingshi Hengyan (Eindringliche Worte zur Ernüchterung der Welt).

Die Geschichten zeichnen den Menschen in naturalistischer Manier und handeln etwa von unglücklich Verliebten, lüsternen Mönchen oder geldgierige Kupplerinnen. Mit der offiziellen konfuzianischen Staatsdoktrin waren sie nur schwer zu vereinbaren.